# Heidestein
Landgoed Heidestein is een natuurgebied tussen Zeist en Driebergen-Rijsenburg op de Utrechtse Heuvelrug. Het gebied ligt aan de noordkant van de Arnhemsebovenweg en landgoed Bornia. Ten noordoosten grenst het aan de bossen van Austerlitz en ten noordwesten aan de wijk Kerckebosch van Zeist en de Zeisterbossen.
Het gebied bestaat uit naald- en gemengd bos met heidevelden, stuifzanden en waterpartijen. Om de heidevelden van het gebied met elkaar in verbinding te brengen werd in de winter van 2007 op Heidestein en Bornia 15 hectare bos gekapt. Naaldbomen maakten plaats voor heide en buntgras. De schaapskudde van Heidestein zorgt ervoor dat het gebied open blijft door het eten van gras en jonge boompjes. Een populatie zandhagedissen maakt gebruik van de ontstane open zandplekken.

## Ontstaan
Het gebied tussen Driebergen en Amersfoort was al voor de middeleeuwen een bosgebied. Op verspreid in het landschap liggende akkers werd gerst, rogge, boekweit en tarwe verbouwd. Bij wijze van ontginning werden in de middeleeuwen steeds meer bos gekapt en raakte de natuurlijke rijkdom van de bodem uitgeput. Door de houtkap en overbegrazing met schapen en ander vee veranderde het bosgebied geleidelijk aan in een open vlakte met heidevelden en zandverstuivingen. Tussen 1870 en 1890 werd er op grote schaal naaldbos aangeplant voor de productie van hout.
Vanaf 1894 kocht baron Taets van Amerongen van Woudenberg grote stukken heide die eerder bij Bornia behoorden en bouwde in 1903 een grote villa. De volgende eigenaar, F.J.H. De Wetstein Pfister breidde het landgoed verder uit tot ruim 150 hectare, voornamelijk voor bosaanleg. In 1974 schonk mevrouw De Wetstein Pfister het gebied aan het Utrechts Landschap. In 1982 kocht het Utrechts Landschap nog 301 hectare en werden de landgoederen Heidestein, Bornia en Noordhout samengevoegd tot een beheereenheid van 638 hectare groot.

## De Wetstein Pfister

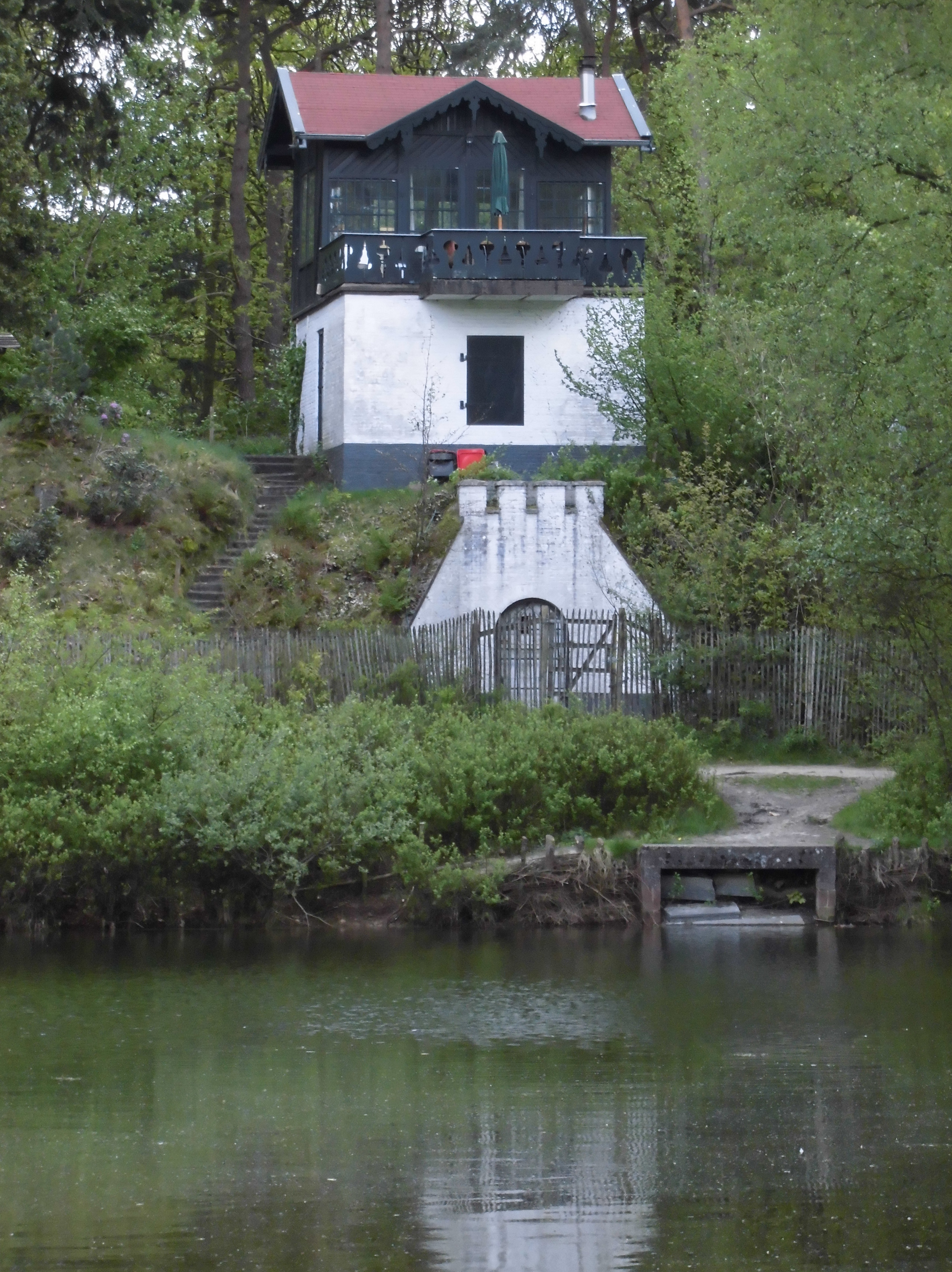
Theehuis en ijskelder

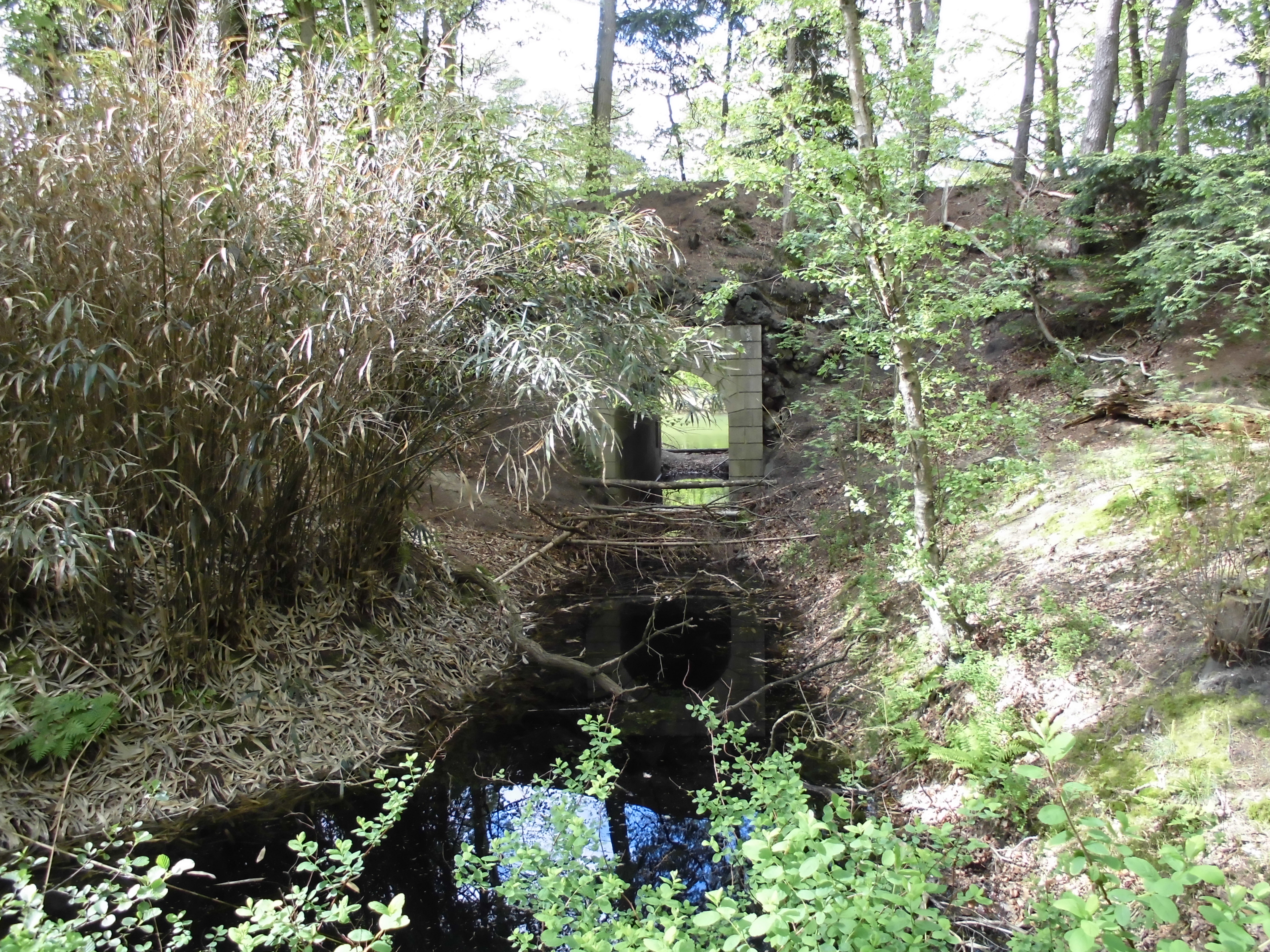
Tunnel 2 zuid

Na de aankoop in 1906 door de Zwitserse familie De Wetstein Pfister werd de villa vergroot met een toren en werden twee Amerikaanse windmolens geïnstalleerd voor de water- en energievoorziening. Ook werden een orangerie, een tweede buitenhuis, een portierswoning, arbeiderswoningen en schuren gebouwd, waaronder een halleschuur.
Frans Jan Hendrik de Wetstein Pfister (1852-1926), voormalig theeplantagedirecteur in Nederlands-Indië, was waterbouwkundig ingenieur en maakte de omgeving vruchtbaar door een goede waterhuishouding aan te leggen. Na het aantreffen van een bron op het terrein werden in het kader van de werkverschaffing vijvers aangelegd. Deze werden met elkaar verbonden door een beekachtig kanaal. Over die vijvers kwamen betonnen bruggetjes. Ook werd op het terrein een badinrichting aangelegd. Een van de windmolens was speciaal voor het oppompen van water voor dit zwembad. Via een aquaductje werd overtollig water uit het zwembad naar de moestuin geleid. De bron kwam later droog te staan.
De bij het graven van de vijvers en het kanaal vrijkomende grond werd gebruikt om een wal op te werpen langs de grootste vijver. Op de wal tussen de villa en de vijver kwam een theehuis in chaletstijl. Van daaruit was er een goed uitzicht op de omgeving. Onder het theehuis was een waterreservoir met daaronder een ijskelder. Om van het huis naar de vijver te kunnen gaan werden in de aarden wal drie tunnels gegraven, twee als wandeltunnel en de middelste als vaartunnel waar met een bootje doorheen gevaren kon worden.
Voor het vervoer van zand, landbouwproducten en hout liet De Wetstein Pfister rond 1915 een smalspoor aanleggen naar de graanschuur. Dit spoor kreeg later een recreatieve functie. De schuur zou in de Tweede Wereldoorlog geconfisqueerd worden door de Duitsers. Behalve een tennisbaan was er ook een golfbaan, aangelegd in 1894, waar tot 1927 de Doornsche Golfclub speelde. In 1926 werd het landgoed opgedeeld in Groot Heidestein en Klein Heidestein ten behoeve van de twee dochters. Groot Heidestein werd in 1927 verbouwd als Engels landhuis met uitkijktoren. In 1939 brandde de villa echter af. In 1946 brandde ook Klein Heidestein af, maar werd in het jaar daarop hersteld.

## Astmacentrum
De familie De Wetstein Pfister was in 1906 uit Nederlands-Indië teruggekomen naar Nederland, omdat een van de dochters aan astma leed. De jongste dochter van De Wetstein Pfister, die op Klein Heidestein woonde, was gehuwd met de Utrechtse arts dr. C. J. C. van Hoogenhuyze. Deze wijdde zich vooral aan astmabestrijding. Vandaar dat op Groot Heidestein vanaf 1963 regelmatig zomerkampen voor astmapatiënten gehouden werden. De stichting 'Het Dr. C.J.C. van Hoogenhuyze Fonds' had na 1973 de voormalige droogschuur en bijbehorende grond in gebruik als astmatrainingscentrum.

## Bebouwing

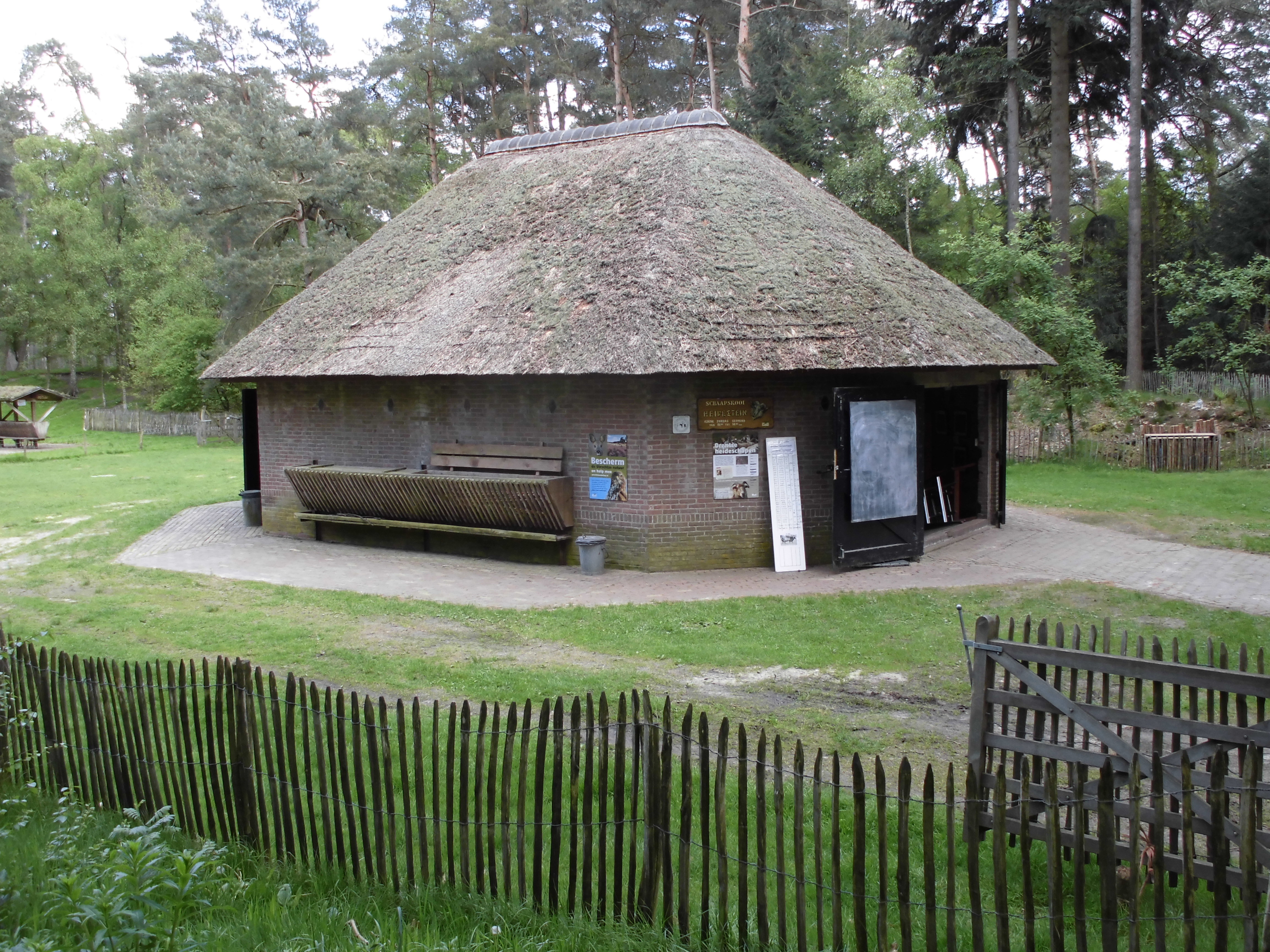
Schaapskooi informatiecentrum

Op het landgoed bevinden zich allerlei bouwwerken, waaronder:
- Klein Heidestein (1921) - gedeeltelijk in hout opgetrokken landhuis (Heidestein 7), staat op een duidelijke verhoging, de voorgevel is gericht naar de weg
- voormalig koetshuis - met stal en woning (nr. 1)
- een poortgebouw met woningen (nr. 5-5a)
- theehuis
- schaapskooi uit 1884 met informatiecentrum van het Utrechts Landschap
- enkele tunnels van het smalspoor.

## Afbeeldingen

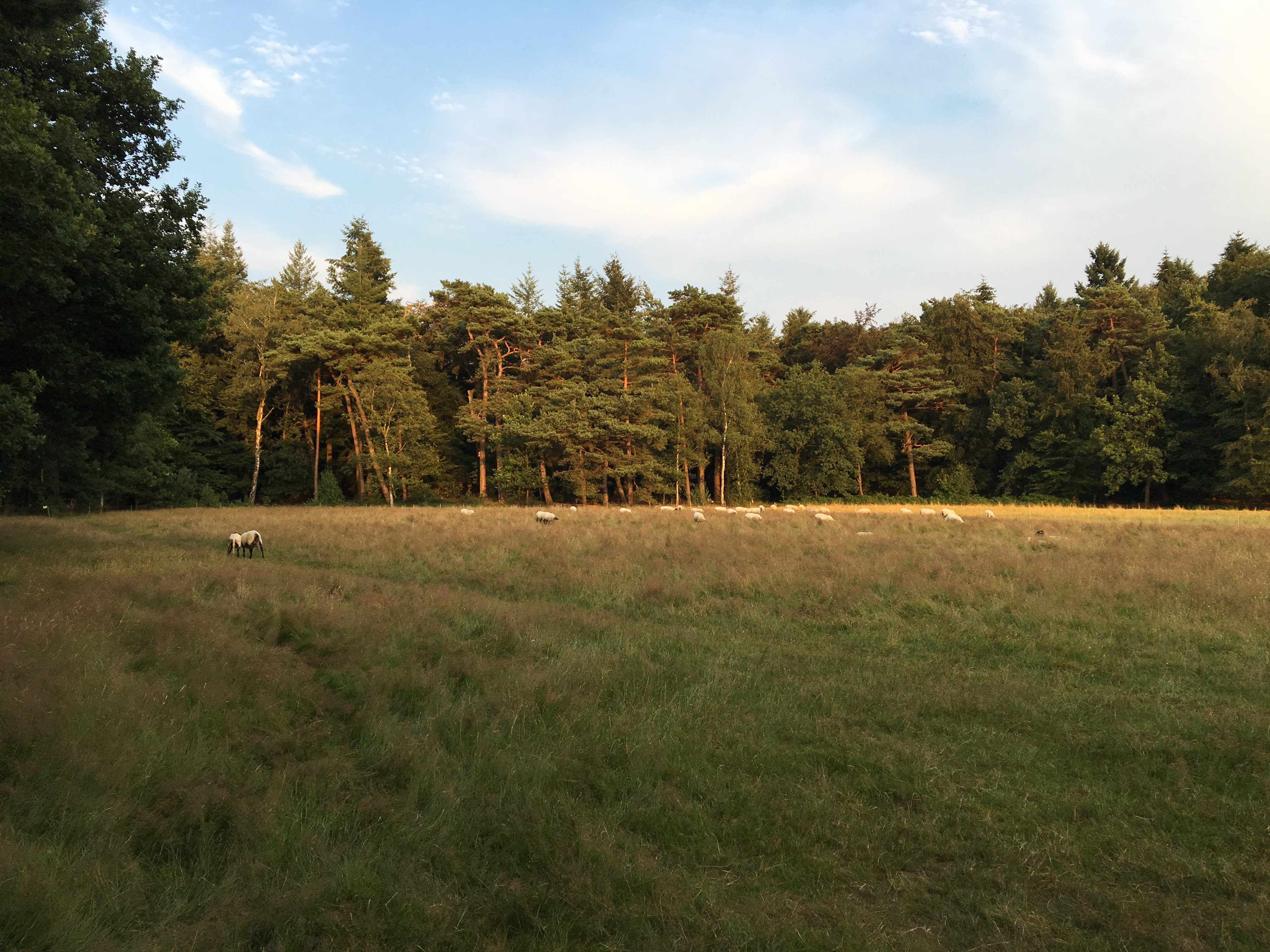
Schaapskudde op landgoed Heidestein-Bornia
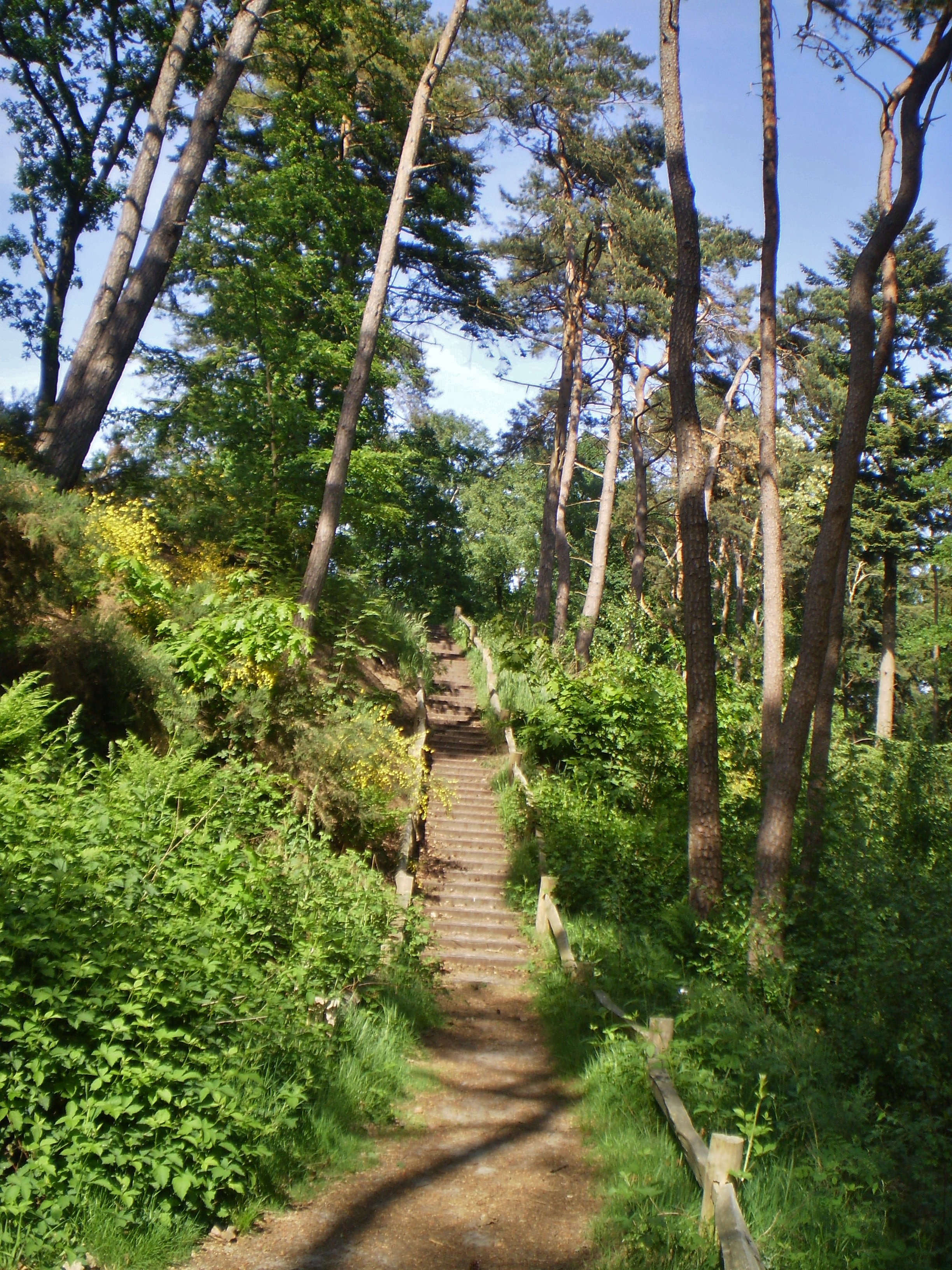
Trap op Heidestein
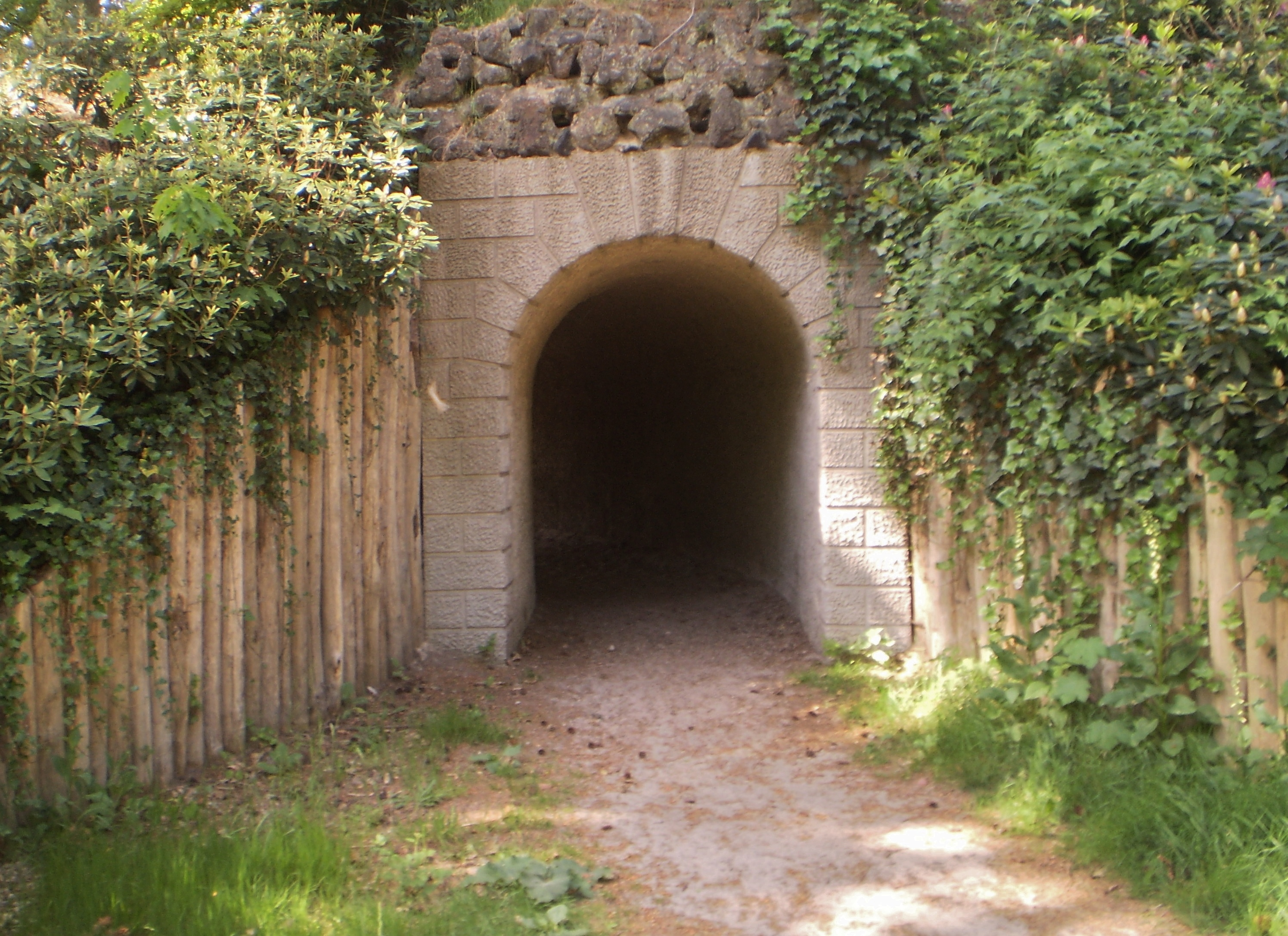
Voetgangerstunneltje
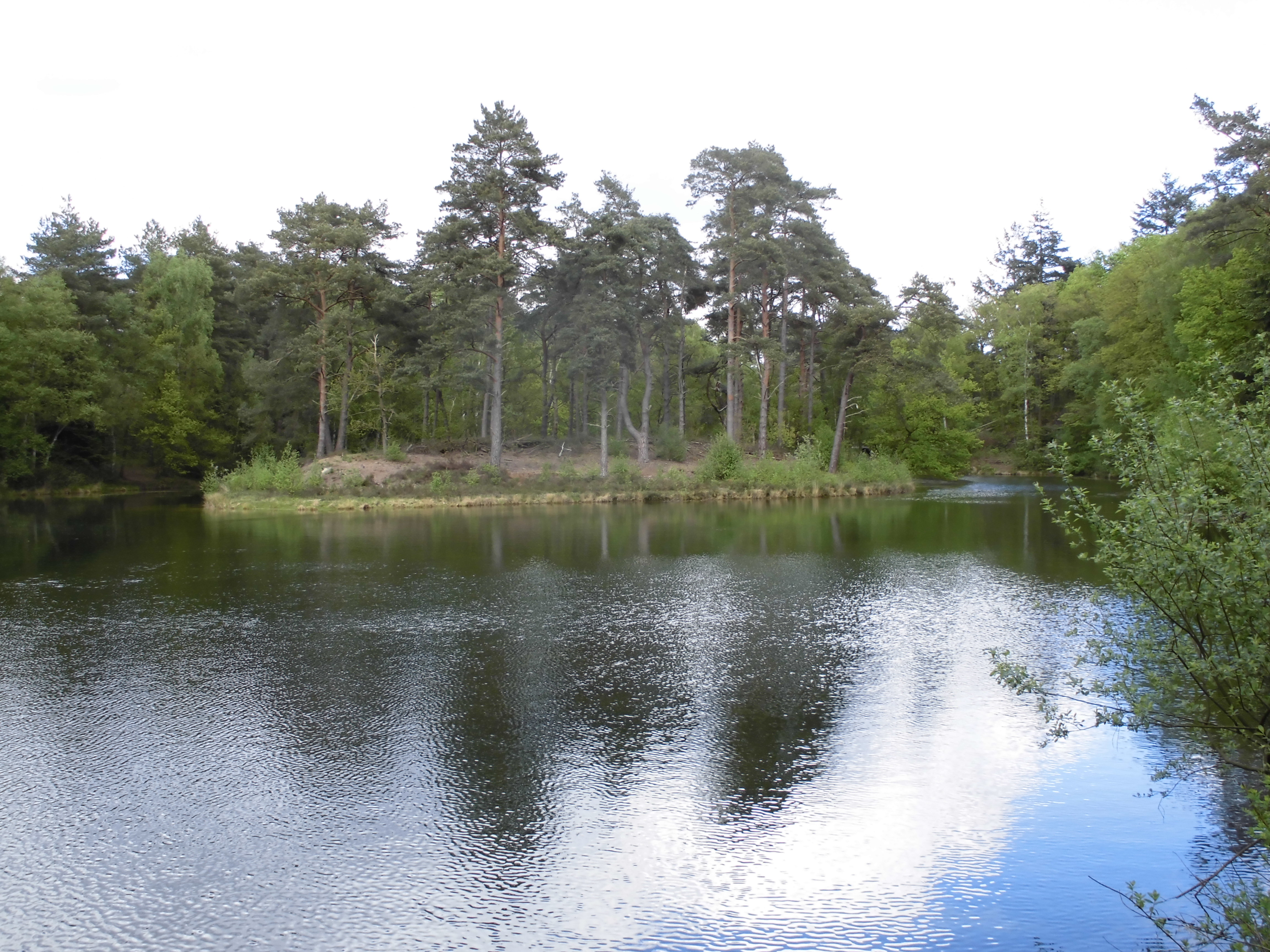
Vijver
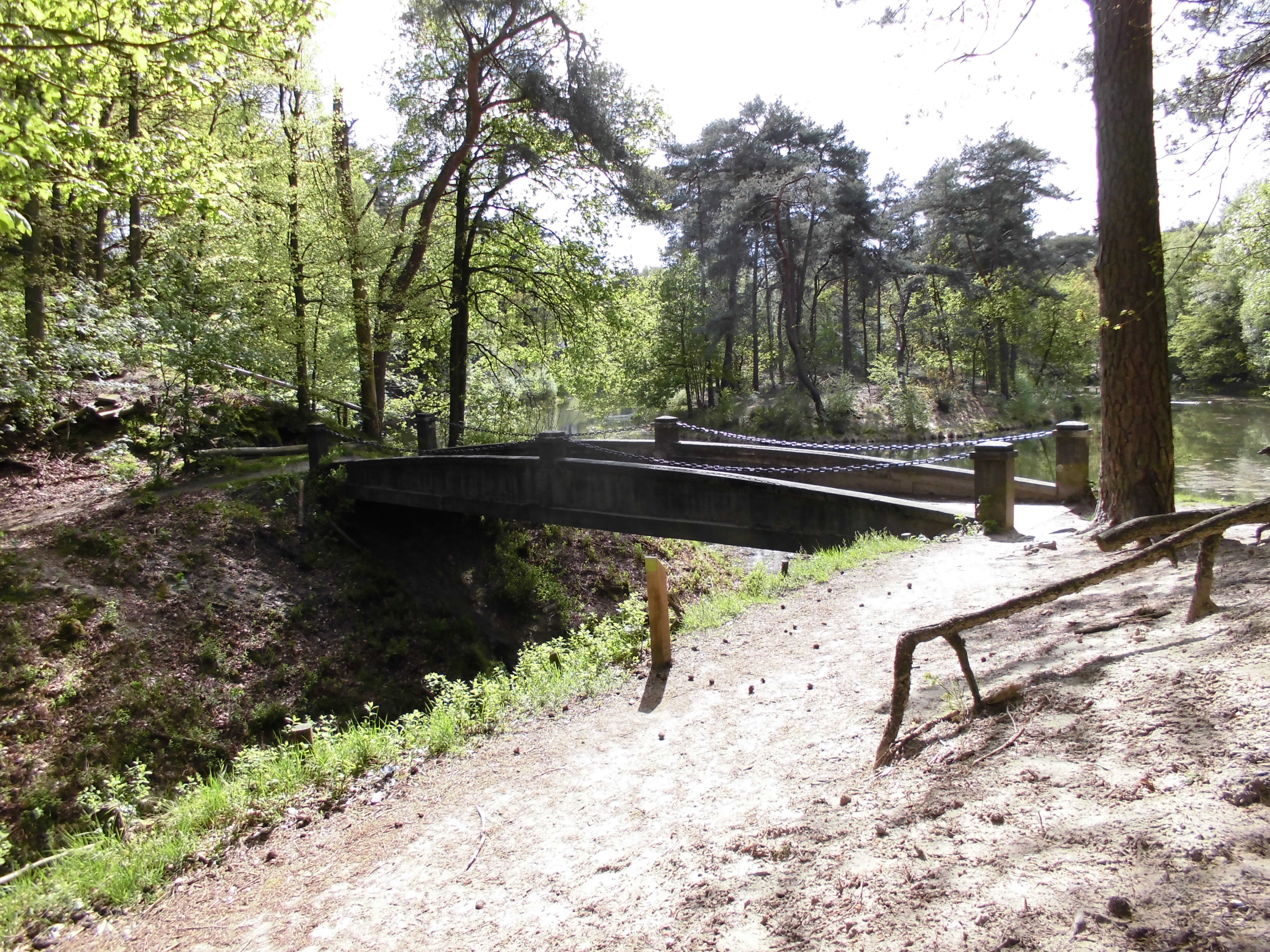
brede betonnen brug
Halleschuur
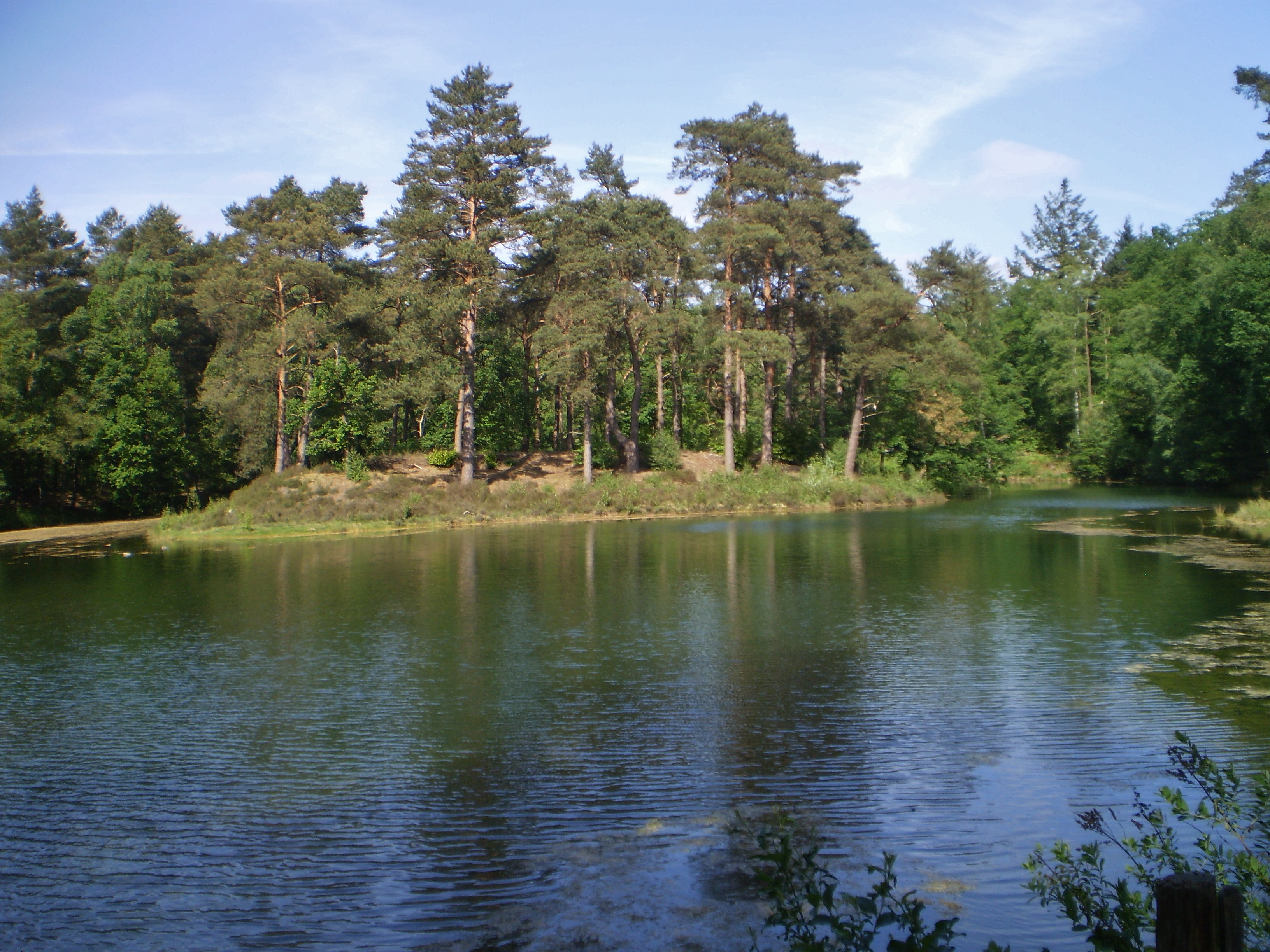
Vijver
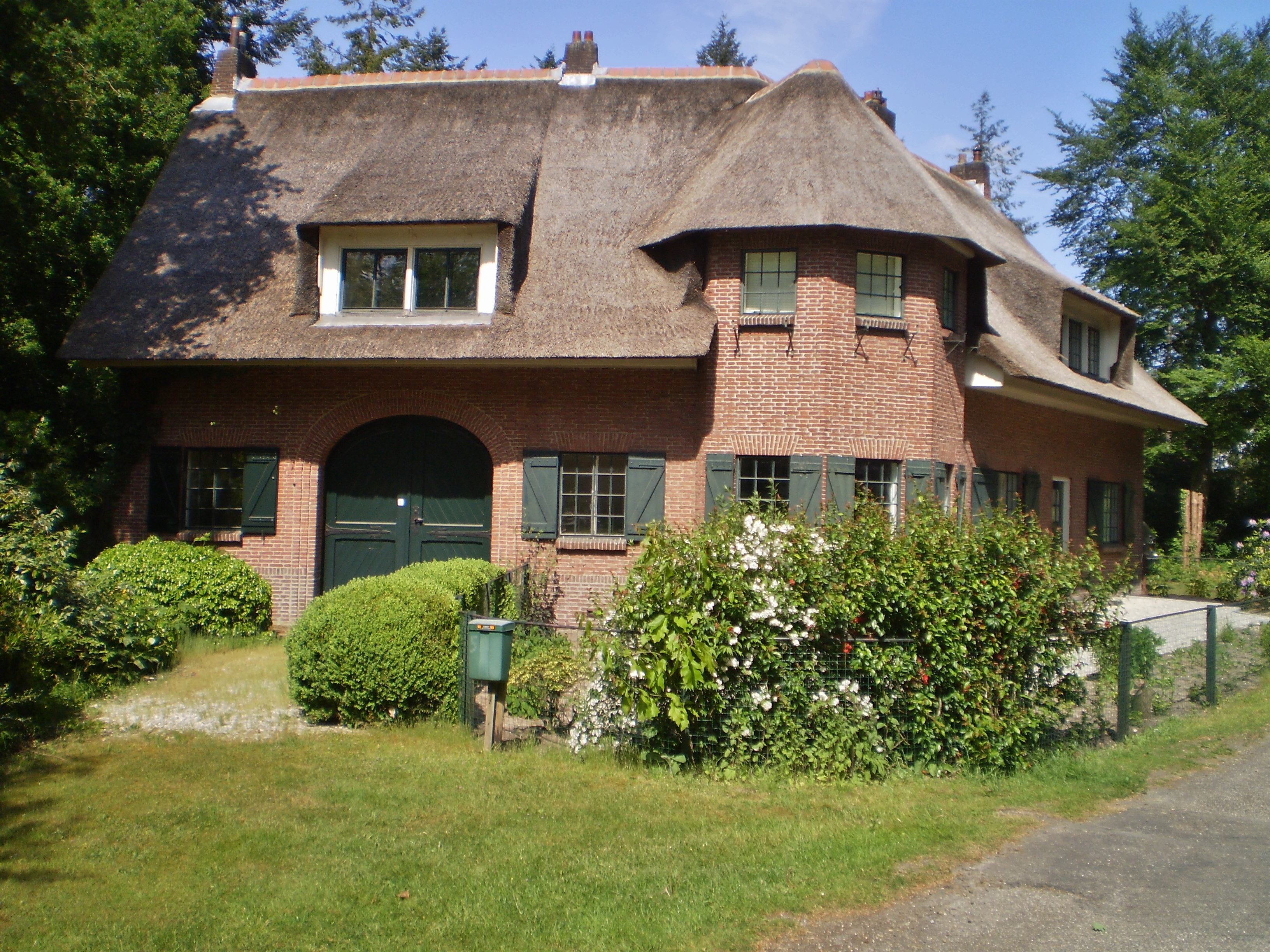
Poortwoning
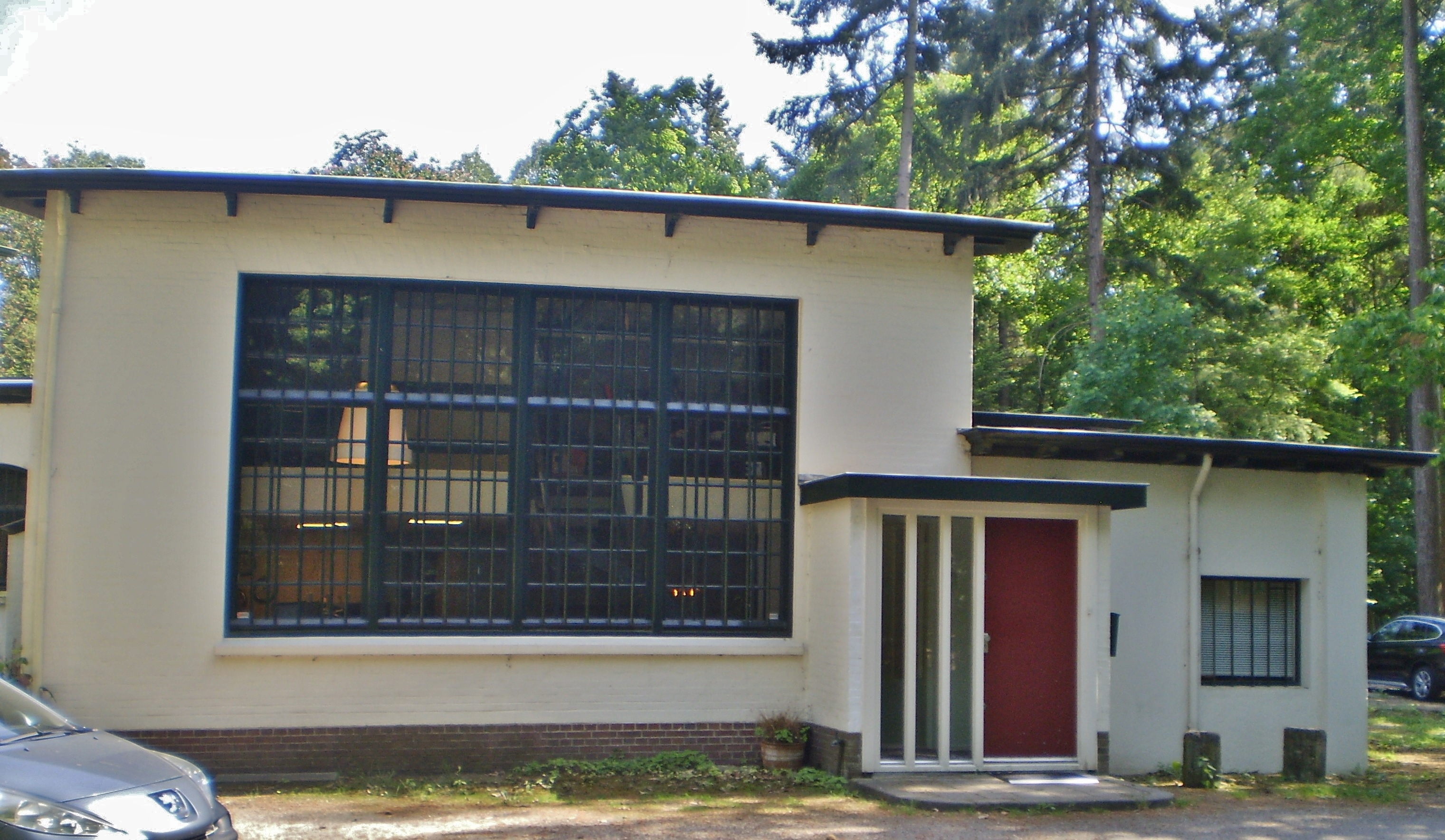
Bebouwing
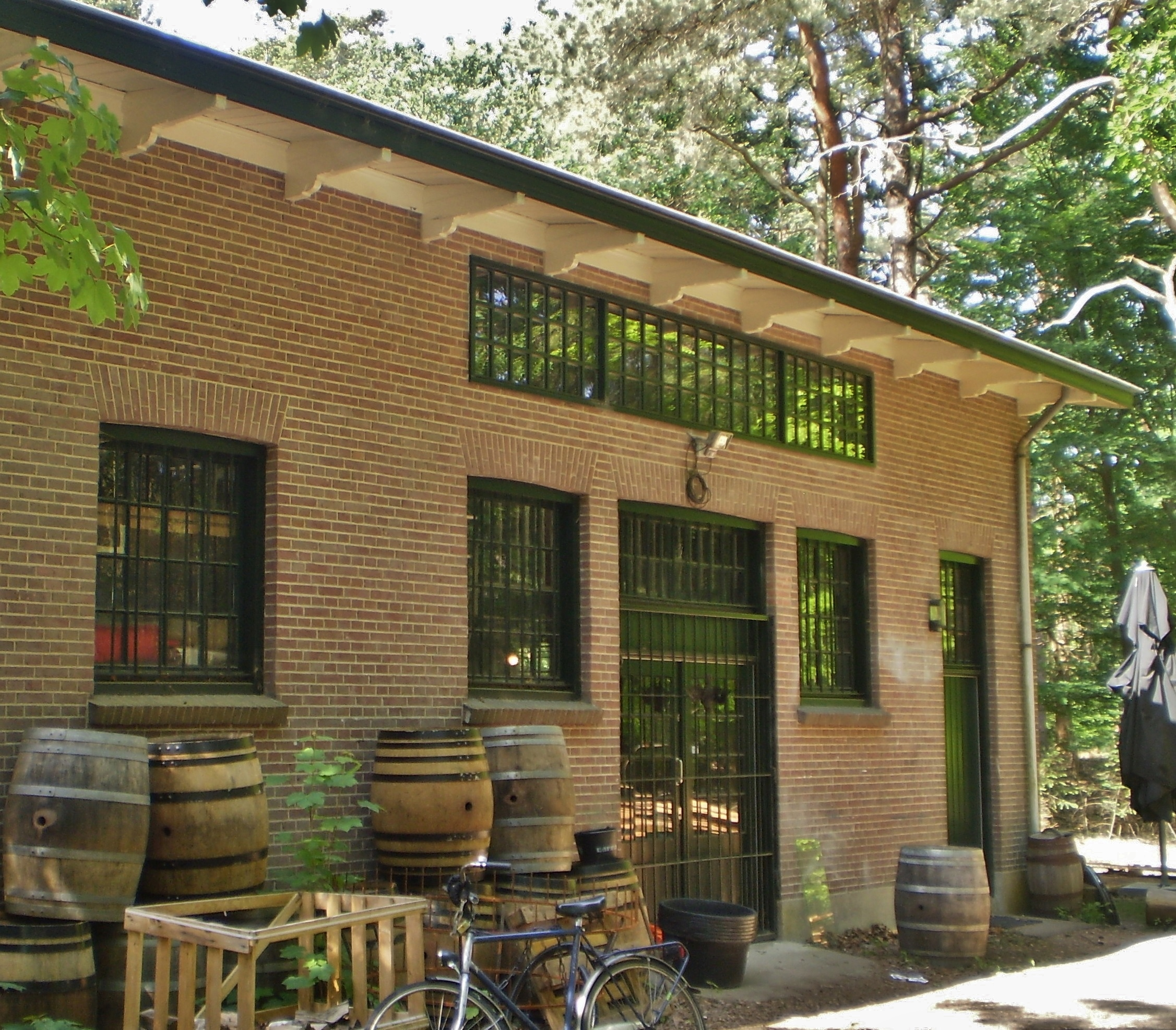
Bebouwing
Bebouwing